# Henry Heerup
Henry Heerup (4 novembre 1907 à Copenhague - 30 mai 1993 dans la même ville) est un peintre et sculpteur danois.

## Biographie
Il a fait partie du GAS qu'il rejoint en 1937, et du mouvement Cobra, qu'il rejoint à partir de 1948.